# Clan Hayashi
Il clan Hayashi (林氏?, Hayashi-shi) fu un clan di samurai giapponesi che servirono come importanti consigoieri degli shōgun Tokugawa. Tra i membri del clan che occuparono potenti posizioni nello shogunato vi fu il suo fondatore Hayashi Razan, che tramandò la sua carica di rettore ereditario della scuola neoconfuciana di Shōhei-kō a suo figlio, Hayashi Gahō, che la tramandò a sua volta a suo figlio, Hayashi Hōkō; questa linea di discendenza continuò fino alla fine del mandato di Hayashi Gakusai nel 1867. Tuttavia, elementi della scuola continuarono fino al 1888, quando essa fu incorporata nell'Università di Tokyo appena organizzata.

## Analisi critica
La posizione speciale della famiglia Hayashi come consiglieri personali degli shōgun diede alla loro scuola un imprimatur di legittimazione che nessun'altra accademia confuciana contemporanea possedeva. Questo significava che le opinioni o l'interpretazione degli Hayashi erano costruite come dogma. Chiunque sfidasse lo status quo degli Hayashi era percepito come se tentasse di sfidare l'egemonia Tokugawa; e qualsiasi disaccordo con gli Hayashi era presentato come se minacciasse la più vasta struttura delle complesse relazioni di potere all'interno delle quali era integrato il campo confuciano. Qualsiasi disputa nel campo confuciano negli anni 1650 e 1660 potrebbe aver avuto origine in rivalità personali in autentici disaccordi filosofici, ma qualsiasi questione si intrecciava inestricabilmente con la presenza politica dominante dello shōgun e di coloro che governavano in suo nome.
In questo periodo, i Tokugawa e i daimyō fudai erano solo i più potenti dei quasi 50 signori detentori di domini nel paese. Riempiendo le alte cariche dello shogunato con i loro fidati, leali daimyō, gli shōgun paradossalmente aumentarono il potere di questi detentori di cariche e diminuirono i poteri che erano un tempo detenuti dal solo Ieyasu, il che spingeva ciascuno a guardarsi con maggior zelo contro qualsiasi cosa che potesse essere ritenuta minimizzare il potere e il prestigio intrecciati; e i caratteri volubili degli shōgun esarcebarono ulteriormente questo sviluppo. La stessa struttura di potere del periodo Edo scoraggiava il dissenso da ciò che divenne l'ortodossia accettata degli Hayashi.
Tra i vari affini dei Tokugawa, lo stesso capo della famiglia Hayashi era un hatamoto di alto rango (così ricadendo sotto la giurisdizione dell'wakadoshiyori), e possedeva un reddito di 3.500 koku.

## Membri notevoli del clan

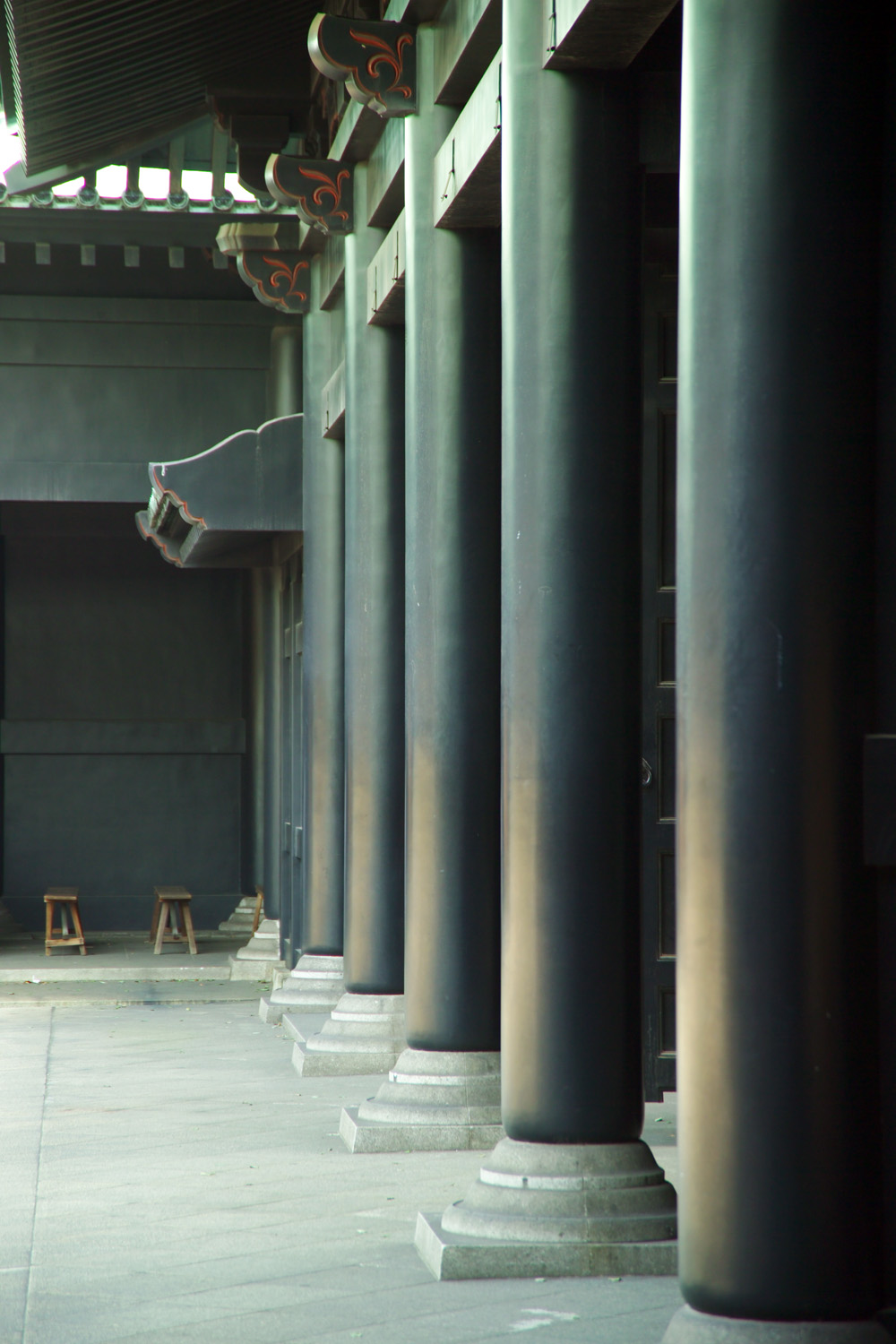
Colonnato presso il ricostruito Yushima Seidō.

Nei primi anni del periodo Edo, il seidō o "Sala dei saggi" confuciani era localizzata a Shinobugaoka; ma nel 1961, fu spostata in una nuova localizzazione in cima a una collina nella quartiere Yushima di Edo. I capi ereditari dello Yushima Seidō (in seguito, il daigaku di Edo) sono identificati sotto.
- Fondatore: Hayashi Razan (1583–1657), anteriormente Hayashi Nobukatsu, noto anche come Dōshun (1º figlio di Nobutoki).[8][9]
- Figlio del fondatore: Hayashi Gahō (1618–1688), anteriormente Hayashi Harukatsu (3º figlio di Razan).[8]
- 1º rettore: Hayashi Hōkō (1644–1732), anteriormente Hayashi Nobuhatsu (figlio di Gahō).[7]
- 2º rettore: Hayashi Ryūkō (1681–1758).
- 3º rettore: Hayashi Hōkoku (1721–1773).
- 4º rettore: Hayashi Hōtan (1761–1787).
- 5º rettore: Hayashi Kimpō (1767–1793), noto anche come Hayashi Kanjun o Hayashi Nobutaka[10]
- 6º rettore: Hayashi Jussai (1768–1841), anteriormente Matsudaira Norihira, 3º figlio del daimyo di Iwamura Matsudaira Norimori. Norihira fu adottato nella famiglia Hayashi quando Kimpō/Kanjun morì senza figli; spiegò la politica estera dello shogunato all'imperatore Kōkaku nel 1804;[11] noto anche come Hayashi Jitsusai[12] e Hayashi Kō.[10]
- 7º rettore: Hayashi Teiu (1791–1844).
- 8º rettore: Hayashi Sōkan (1828–1853).
- 9º rettore: Hayashi Fukusai (1800–1859), noto anche come Hayashi Akira, capo negoziatore giapponese per il trattato di Kanagawa.[13]
- 10º rettore: Hayashi Gakusai (1833–1906), anteriormente Hayashi Noboru, capo dello Yushima Seidō nel 1867.
  - Hayashi Nobutoki (1583–1657), padre di Hayashi Razan.[10]
  - Hayashi Nobozumi (1585–1683), fratello di Hayashi Razan.[14]
  - Hayashi Yoshikatsu, fratello di Hayashi Nobutoki e padre adottivo di Hayashi Razan.[10]
  - Hayashi Dokkōsai, anteriormente Hayashi Morikatsu (nato 1624), 4º figlio di Hayashi Razan
  - Hayashi Shunzai o Hayashi Shunsai (1618–1680), ortografie alternative per il primo nome di Hayashi Gahō.[10]
  - Hayashi Jo, figlio di Hayashi Razan, fratello di Gahō e Morikatsu.[14]
  - Hayashi Shuntoku (1624–1661).
  - Hayashi Baisai.
  - Hayashi Kansai.
  - Torii Yōzō, 2º figlio di Jussai, adottato nella famiglia Torii.[15]
  - Satō Issai (1772–1859), adottato nella famiglia Hayashi da Iwamura, diviene capo professorale dell'accademia nel 1805.[16]
  - Hayashi Kakuryō (1806–1878), erudito confuciano che non rinunciò mai alla sua acconciatura con il ciuffo sulla testa.[17]

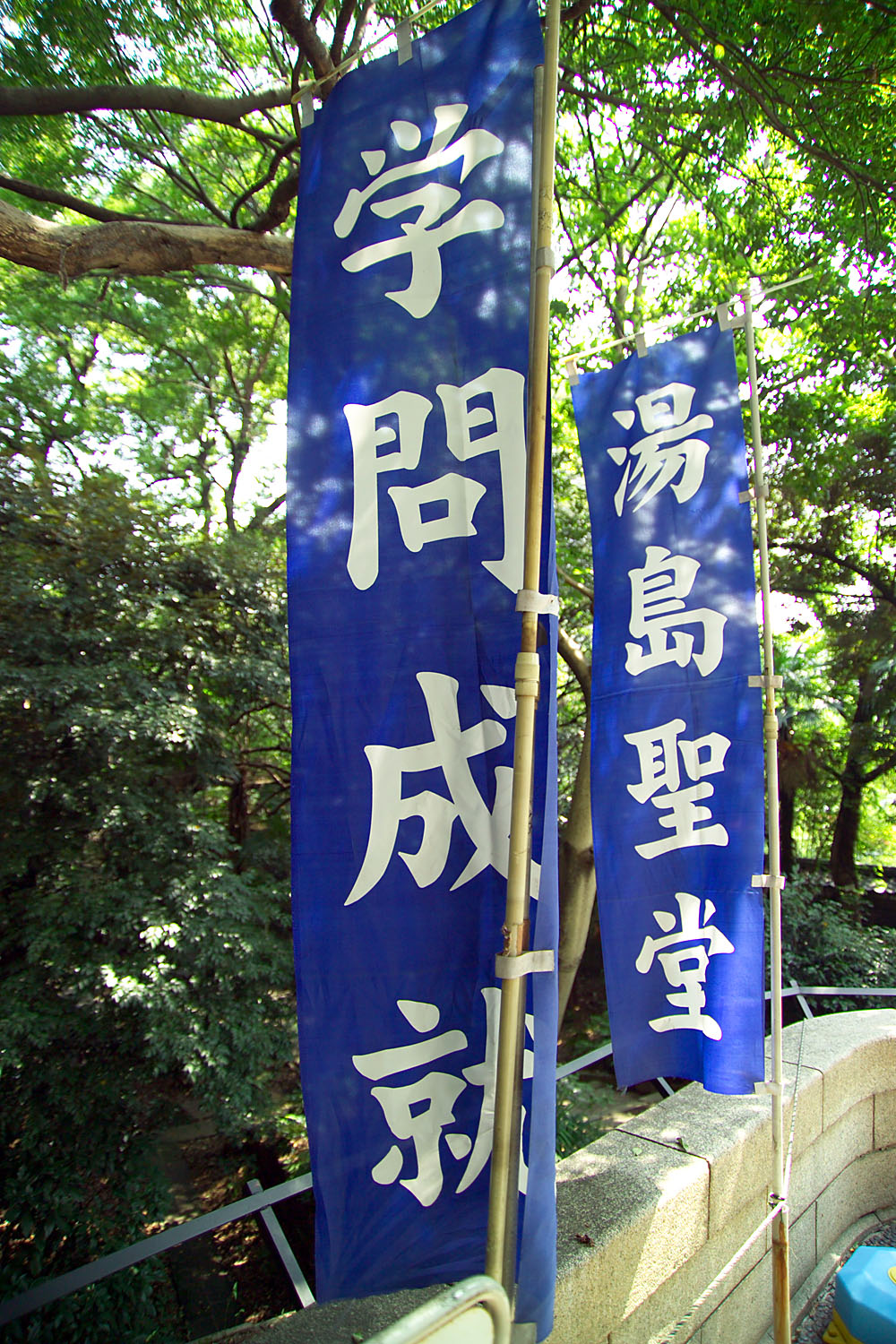
Le bandiere segnano l'entrata del ricostruito Yushima Seidō (Tokyo).

  - Hayashi Ryōsai (1807–1849).[18]

### Ulteriori letture
- Dore, Ronald Phillip, Education in Tokugawa Japan, Berkley, University of California Press, 1965  [ristampato Ann Arbor, Michigan, University of Michigan Press, 1984], ISBN 0-939512-15-7, ISBN 978-0-939512-15-7 (tela) -- ISBN 0-939512-59-9; ISBN 978-0-939512-59-1 (brossura).
- Hori Isao (堀勇雄?), Hayashi Razan (林羅山?), Tokyo, Yoshikawa Kōbunkan, 1964, ISBN 4-642-05185-6.
- Totman, Conrad, Tokugawa Ieyasu: Shogun, San Francisco, Heian International, 1983, ISBN 0-89346-210-1, ISBN 978-0-89346-210-9 (brossura).

| Controllo di autorità | NDL (EN, JA) 00647916 |